# Вук Сотировић
Вук Сотировић (Београд, 13. јул 1982) је бивши српски фудбалер који је играо на позицији нападача.